# Casaca-de-couro
O casaca-de-couro-do-sertão (nome científico: Pseudoseisura cristata) é uma ave passeriforme da família Furnariidae.[carece de fontes?] É uma espécie endêmica da Caatinga no Nordeste brasileiro.

## Nome popular
Em cada parte da região nordestina esta espécie é conhecida por um nome popular diferente:
- Casaca-de-couro - em grande parte do Nordeste brasileiro.
- Carrega-madeira-do-sertão - nos Estados da Bahia e Sergipe.
- João-de-moura - nos Estados do Ceará e Piauí.
- Cacuruta - nos Estados do Rio Grande do Norte, Paraíba e Pernambuco

## Distribuição
A espécie se distribui pelo nordeste do Brasil, do leste do Maranhão até o Rio Grande do Norte e até o centro-norte de Minas Gerais e sul da Bahia.

## Características
Mede cerca de 25 cm de comprimento, com íris amarelas, e plumagem ruiva, apresentando um topete. Ave omnívora, alimenta-se preferivelmente de insetos, mas na sua alimentação também entram frutas.

## Hábitos
Habita a caatinga e áreas pantanosas. Frequentemente vista em casais, habitualmente vive no alto de árvores, indo ao solo quase exclusivamente para se alimentar. Seu canto, em duetos, possui cerca de 4 a 10 notas espaçadas e dura cerca de 7 segundos, assemelha-se a uma risada.